# Makash
Makash är en ort i Iran.   Den ligger i provinsen Gilan, i den nordvästra delen av landet, 300 km nordväst om huvudstaden Teheran. Makash ligger 1 470 meter över havet och antalet invånare är 102.
Terrängen runt Makash är mycket bergig. Runt Makash är det ganska glesbefolkat, med 45 invånare per kvadratkilometer. Närmaste större samhälle är Bīnāmārān, 15,9 km väster om Makash. Omgivningarna runt Makash är en mosaik av jordbruksmark och naturlig växtlighet.